# إراكليون (ثيسالونيكي)
إراكليون (Ηράκλειον) هي مدينة في ثيسالونيكي في مقاطعة فوريا إلادا في اليونان. يبلغ عدد سكانها حوالي 1278  نسمة.